# Тенґути
Тенґути (пол. Tęguty, нім. Tengutten) — село в Польщі, у гміні Барчево Ольштинського повіту Вармінсько-Мазурського воєводства.
У 1975-1998 роках село належало до Ольштинського воєводства.